# 生田悦子
生田 悦子（いくた えつこ、1947年〈昭和22年〉4月8日 - 2018年〈平成30年〉7月15日）は、日本の女優、タレント。本名同じ。福岡県福岡市出身。身長160cm（1967年1月）。

## 来歴・人物
9歳の時に両親が離婚し、母方の祖父母の元で育つ。16歳で元母に銀座のクラブで働かされそうになるが、テレビ局のプロデューサーとの縁でモデル事務所に所属。1963年に準ミス平凡に入選。1966年に松竹へ入社し、同年11月に映画『命果てる日まで』で女優デビュー。以降、映画やテレビドラマで活躍。
バラエティ番組『欽ドン! 良い子悪い子普通の子』（フジテレビ）の良いOL役で好評を博し、松居直美（当時14歳）、小柳みゆき（現・小柳友貴美、当時24歳）とともに「よせなべトリオ」の一員（当時35歳）としてヒット曲を出すなど活躍した。
2005年4月8日に57歳の実業家と婚姻、2006年12月、更年期うつによる闘病生活を送っていたことを告白している。
特技は編み物で、編み物の講師の資格も持ち、1999・2008年には著書『生田悦子のおしゃれゆび編み』も出版している。
2006年1月からソルトアースに所属した。
『白い巨塔』で共演していた田宮二郎がM資金へ投資していた事を2013年の対談で告白している。田宮は撮影の合間によく電話をしており、当時フジテレビの食堂にはピンク公衆電話しかなく、10円を入れなくてはならず、長く話すためにすぐに電話が切れて、苛立つ田宮に八つ当たりされながらお金を渡されては10円に両替し、大量の10円玉を持ちながら田宮の隣に立っていたため、電話の内容が良く聞こえていたという。しかし、2003年に田宮の長男がテレビで全否定し、生田の事も「大嘘だ」と批判したため、田宮やその家族の名誉のために生田は沈黙を貫くつもりだったが、田宮の長男がバラエティ番組で事あるごとに批判したために紙面による対談という形で直接長男に語りかけた。
2018年7月15日午前に就寝中の異変に夫が気づき、救急車で病院に搬送されたが、その後に息を引き取ったという。死因は虚血性心不全。71歳没。

## 出演

### 映画
- 命果てる日まで（1966年、松竹）
- あゝ君が愛（1967年、松竹）
- 女たちの庭（1967年、松竹）
- 爽春（1968年、松竹）
- 夜明けの二人（1968年、松竹）
- こわしや甚六（1968年、松竹）
- 天使の誘惑（1968年、松竹）
- 白昼堂々（1968年、松竹）
- 喜劇 大安旅行（1968年、松竹）
- コント55号と水前寺清子の神様の恋人（1968年、松竹）
- いい湯だな全員集合!!（1969年、松竹）
- 栄光の黒豹（1969年、松竹）
- チンチン55号ぶっ飛ばせ! 出発進行（1969年、松竹）
- 猛烈社員 スリゴマ忍法（1969年、松竹）
- 涙の流し唄 命預けます（1970年、松竹）
- 可愛い悪女（1971年、松竹）
- 追いつめる（1972年、松竹)
- 喜劇 男の子守唄（1972年、松竹）
- 新網走番外地 嵐呼ぶダンプ仁義（1972年、東映）
- 新宿酔いどれ番地 人斬り鉄（1977年、東映）
- ええじゃないか（1981年、松竹） ＊キネマ旬報ベストテン第9さ位
- おじさんは原始人だった（1987年、にっかつ児童映画）
- 花の季節（1990年、東京ビジュアルネットワーク）
- 怖い顔（2006年）
- 純ブライド（2006年）
- 赤んぼ少女（2008年）
- 破天荒力 A Miracle of Hakone（2008年）
- ロボゲイシャ（2009年）

### テレビドラマ
- お嬢さん（1967年、フジテレビ）
- 五人の野武士 第23話「忍者の砦」（1969年、日本テレビ）
- 柳生十兵衛 第20話「こぶつき浪人」（1971年、フジテレビ） - お新
- 連続テレビドラマ（CBC）
  - 落葉樹（1972年）
- 大河ドラマ（NHK総合）
  - 国盗り物語（1973年） - 香子内親王
  - 草燃える（1979年） - 建礼門院
- 銭形平次 第326話「妻恋飛脚」（1973年、フジテレビ / 東映） - お葉
- 荒野の用心棒 第12話「群狼の宿に愛と死の花が散って…」（1973年、NET） - 袖
- ライオン奥様劇場（フジテレビ）
  - 徳川の夫人たち（1974年） - 主演：お万の方
  - 良人の貞操 （1975年）
- 特捜記者 犯罪を追え 第15話「愛の終る時」（1974年、関西テレビ）
- ポーラテレビ小説 / お美津（1975年、TBS）
- 満天の星（1976年、東海テレビ） - 好恵
- 非情のライセンス 第2シリーズ 第90話「兇悪の偽装工作」（1976年、NET） - 津村理恵
- 愛のサスペンス劇場 / 妻の秘密（1976年、日本テレビ） - 主演：不二木律子
- あかんたれ（1976年 - 1977年、東海テレビ） - 愛子
- 白い巨塔（1978年 - 1979年、フジテレビ） - 財前杏子（田宮二郎演じる財前五郎の妻）
- 江戸の激斗 第12話「通り雨」（1979年、フジテレビ） - 志津
- サンキュー先生（1980年、テレビ朝日） - 室岡（横山武志）の母親
- 土曜ワイド劇場（テレビ朝日）
  - 五重塔の美女（1981年） - 大沢夫人
  - 松本清張の書道教授・消えた死体（1982年） - 川上保子
  - 探偵・神津恭介の殺人推理5（1986年） - 加山静江
  - 家政婦は見た6（1988年） - 牧野美園
- 噂の刑事トミーとマツ（TBS）
  - 第1シリーズ 第62話「キャ! 水曜日の切り裂き魔」（1981年）
  - 第2シリーズ 第17話「アリャ!? カラテ美女に意外な弱点」（1982年）
- 文吾捕物帳 第12話「美しき殺人鬼」（1982年1月5日、テレビ朝日 \ 三船プロ）
- 同心暁蘭之介 第31話「殺人鬼に罠をかけろ」（1982年、フジテレビ）
- ドラマ人間模様 / 新・事件 ドクター・ストップ（1982年、NHK総合）
- 悦子逆転（1982年、東海テレビ）
- エプロンおばさん 第12話「女の争い大トラの巻」（1983年、フジテレビ） - 小倉安子
- ちびっ子かあちゃん（1983年、TBS）
- 逆転あばれはっちゃく（1985年、テレビ朝日）
- ママ、大変だァ!（1985年、テレビ朝日）
- ポニーテールはふり向かない (1985年 - 1986年、TBS) - 名倉菊子
- このままじゃ、ボクの将来知れたもの（1986年、日本テレビ） - 田野倉ルミ子
- 月曜ドラマランド （フジテレビ）
  - サイボーグ女子高生バニラ37℃（1985年）
  - ナイン（1987年）
  - タッチ（1987年）
- 金曜女のドラマスペシャル / 二重裁判 宿命の女（1987年、フジテレビ）
- ザ・ドラマチックナイト / 松本清張の地方紙を買う女（1987年、フジテレビ）
- 傑作時代劇 五瓣の椿（1987年、テレビ朝日）- おその
- 明日に向かって走れ!（1989年、フジテレビ）
- 女無宿人 半身のお紺 第1話「想い涸れましょうや」（1991年、テレビ東京）
- 結婚しないかもしれない症候群（1991年、日本テレビ）
- ンドロマン(ボクのキリン物語) (1991年、日本テレビ)
- 家なき子2（1995年、日本テレビ）
- アンティーク 〜西洋骨董洋菓子店〜（2001年、フジテレビ）
- 中学生日記（2007年、NHK教育[8]）
- 東京少女 水沢エレナ 第5話「マイ・フェア・エレナ」（2008年、BS-i） - 西園寺真理子（エレナの祖母）

### バラエティー番組
- 欽ドン! 良い子悪い子普通の子（1981年 - 1983年、フジテレビ）
- ものまね王座決定戦（フジテレビ） - 審査員
- 秋の演歌一直線（テレビ東京） - 司会
- 桃色学園都市宣言!!（フジテレビ）

### CM
- デビアス化粧品
- 日本香堂 毎日香・青雲
- ハウス食品 グラタンシリーズ

## ディスコグラフィー

### シングル
- 青い夢（作詞：川内康範、作曲：戸塚三博、編曲：森岡賢一郎）
- ふられて乾杯 / 大阪しのび雨
- みんな貴方が

## DVD
- ロボゲイシャ（2010年4月7日、ポニーキャニオン）

## 書籍
- 生田悦子のおしゃれゆび編み（1999年、辰巳出版） ISBN 4886414427
- 生田悦子のやさしいゆび編み（2008年、実業之日本社） ISBN 4408628778

## 主な受賞歴
- 1968年エランドール賞新人賞